# Малайзия на летних Олимпийских играх 2008
Малайзия на летних Олимпийских играх в Пекине 2008 года завоевала 1 медаль (серебряную). Это вторая серебряная медаль Малайзии на летних Олимпийских играх с 1964 года.

## Медалисты
| Медаль | Имя спортсмена | Вид спорта | Дисциплина                |
| ------ | -------------- | ---------- | ------------------------- |
|        | Ли Чонг Вей    | Бадминтон  | Одиночный разряд, мужчины |